# Baleyssagues
Baleyssagues – miejscowość i gmina we Francji, w regionie Nowa Akwitania, w departamencie Lot i Garonna.
Według danych na rok 1990 gminę zamieszkiwały 184 osoby, a gęstość zaludnienia wynosiła 22 osób/km² (wśród 2290 gmin Akwitanii Baleyssagues plasuje się na 993. miejscu pod względem liczby ludności, natomiast pod względem powierzchni na miejscu 1180.).